# کاپوت مدوزا
کاپوت مدوزا (انگلیسی: Caput medusae) به معنای مشاهده عروق متسع و برجسته به صورت شعاعی در اطراف ناف بیمار است. کاپوت مدوزا علامتی است که اغلب در بیماران با فشار بالای ورید باب (مانند سیروز) مشاهده می‌شود و در واقع نوعی آناستوموز عروقی سیستم باب با سیستم سیاهرگی وناکاوا است که به صورت غیرطبیعی ایجاد می‌شود.
به صورت طبیعی این وریدها پس از تولد نوزاد در هفته اول عملکرد خود را از دست می‌دهند. مدوسا یا مدوزا یکی از اساطیر یونان باستان است.